# Englos
Englos là một xã ở tỉnh Nord trong vùng Hauts-de-France, Pháp.

## Population
Growth in the population of Englos.